# 李慧娘
《李慧娘》是作家孟超根据《红梅记》以及《红梅记》改编剧目《红梅阁》于1960年初创作的昆曲剧目，1961年秋首演:110、111。
剧目在1961年首演后，引发了关于“有鬼无害论”的学术争论和政治批判。1962年，孟超在《文学评论》发表《跋〈李慧娘〉》。孟超在文中叙述写作经过和解释剧本内容，对支持作品的“友朋”表示感谢:10。而对写作《有鬼无害论》一文，为剧目辩护的繁星（廖沫沙）“我固深感其盛意；李慧娘自不会有知，然以情度之，也不能不戴德泉壤”。但此后对该剧的批判仍在继续:10。孟超平反后，1980年《李慧娘》重印发行。1981年有京剧电影《李慧娘》上映，此后又有新编越剧《李慧娘》（2009年），话剧《极致·李慧娘》（2016年）等改编。

## 备注
1. ↑  邓绍基文章[2]:10提及，孟超的跋文原名为《试泼丹青涂鬼雄》。1962年以《跋〈李慧娘〉》之名发表，文字稍有不同。
2. ↑  孟超文章[1]:115原文：“当这戏初演之际，寒星同志特作《有鬼无害论》，为这戏作法，我固深感其盛意；李慧娘自不会有知，然以情度之，也不能不戴德泉壤吧。[……]”。邓绍基文章显示，廖沫沙在《北京晚报》发表《有鬼无害论》时，使用笔名当是繁星[2]:10。